# Ar Rayyan
Ar Rayyan (Arabisch: الريان) is een gemeente in Qatar, gelegen in het midden van het land.
Ar Rayyan telde in 2004 bij de volkstelling 272.860 inwoners.
Al Ghuwariyah · Al Jumaliyah · Al Khawr · Al Wakrah · Ar Rayyan · Ash Shamal · Doha · Jariyan al Batnah · Mesaieed · Umm Salal